# Méthode de Bhatnagar-Gross-Krook
Pour les articles homonymes, voir BGK.
L'opérateur de Bhatnagar-Gross-Krook (en abrégé BGK) est un opérateur linéaire qui se substitue à l'opérateur de collision de l'équation de Boltzmann
{\displaystyle {\frac {\partial f}{\partial t}}+\mathbf {v} \cdot \nabla f\simeq Q^{*}=-{\frac {1}{\tau }}(f-f^{(0)})}
{\displaystyle f(\mathbf {x} ,\mathbf {v} ,t)} la fonction de distribution statistique de la vitesse {\displaystyle \mathbf {v} } à l'instant {\displaystyle t} au point {\displaystyle \mathbf {x} }, {\displaystyle f^{(0)}} sa valeur d'équilibre donnée par la statistique de Maxwell et {\displaystyle \tau } un temps caractéristique. Cette approximation a été introduite en 1954 par Prabhu Lal Bhatnagar, Eugene Gross et Max Krook. Elle permet de substantielles simplifications de la résolution de l'équation de Boltzmann et est très utilisée dans la méthode de Boltzmann sur réseau.

## Propriétés
Il s'agit d'un terme de relaxation vers l'équilibre beaucoup plus simple que l'opérateur exact mais qui respecte les propriétés fondamentales de celui-ci pour une interaction moléculaire :
- Il conserve la masse, la quantité de mouvement et l'énergie

{\displaystyle \int _{\mathbf {v} }\psi \,Q^{*}\,\mathrm {d} \mathbf {v} =0,~~\forall \psi \in [m,m\mathbf {v} ,{\frac {1}{2}}mv^{2}]}
- il respecte le théorème H

{\displaystyle {\begin{array}{lcl}\int _{\mathbf {v} }\log f\,Q^{*}\,\mathrm {d} \mathbf {v} \leq 0&&\\[0.6em]\int _{\mathbf {v} }\log f\,Q^{*}\,\mathrm {d} \mathbf {v} =0&ssi&f=f^{(0)}\end{array}}}
Par contre il a l'inconvénient de conduire à un nombre de Prandtl égal à l'unité ainsi qu'on peut le voir en effectuant un développement de type Chapman-Enskog. Des modifications du modèle permettent de pallier cet inconvénient. Parmi celles-ci l'opérateur ES-BGK (Ellipsoidal Statistical BGK) proposé par Lowell H. Holway Jr. où l'on remplace la solution d'équilibre par une distribution maxwellienne anisotrope permet d'obtenir un nombre de Prandtl égal à 2/3. Cette méthode a été étendue pour une plus grande généralité et permet d'obtenir des résultats proches de la solution exacte de l'équation de Boltzmann.